# Nuova Georgia
La Nuova Georgia (New Georgia) è l'isola maggiore della provincia occidentale dell'arcipelago delle isole Salomone. L'isola è quasi interamente rocciosa e ricoperta da foreste. Dà il nome all'omonimo stretto (New Georgia Sound), di cui costituisce l'estremità sud-occidentale.

## Storia

### Dalle origini al XX secolo
La parte centrale della Nuova Georgia è stata la culla della cultura Roviana. Un ampio complesso di templi megalitici Bao e altre strutture furono sviluppate nel XIII secolo. Più tardi, tra il XV secolo e il XVII il popolo dei Roviana si spostò oltre la barriera di piccole isole della Nuova Georgia con un centro a Nusa Roviana.
Attraverso spedizioni commerciali e di caccia di teste, Nusa Roviana divenne il centro regionale del potere e dei commerci. Nel tardo XIX secolo il governo dell'ultimo capo dei cacciatori di teste, Ingova, fu sopraffatto dall'esercito coloniale britannico.
Nel 1902 il reverendo John Frances Goldie vi istituì una missione metodista. Egli governò la missione e si guadagnò la lealtà degli isolani delle Salomone, membri della sua Chiesa. I rapporti con gli amministratori coloniali del Protettorato delle Isole Salomone britanniche fu anche denso di difficoltà, in quel tempo dovute all'effettivo controllo del reverendo Goldie sulle Isole Salomone occidentali.
Dal 1927 al 1934 il dottor Edward Sayers lavorò nella missione metodista ove realizzò un ospedale a Munda e condusse sul campo ricerche sul trattamento della malaria.

### La seconda guerra mondiale
Durante la seconda guerra mondiale, la campagna militare degli Stati Uniti che porta il nome dell'isola si aprì sulle terre della Nuova Georgia e delle isole vicine il 30 giugno 1943. L'isola venne conquistata ufficialmente dagli americani il 23 agosto 1943, dopo settimane di difficili operazioni nella giungla, ma nonostante ciò i combattimenti nelle altre isole continuarono fino all'ottobre dello stesso anno.
La base giapponese di Munda (diventato poi il maggior insediamento dell'isola) fu il principale obiettivo dell'attacco statunitense. Questa non fu però conquistata fino al 5 agosto 1943. Le forze giapponesi si rifugiarono a Brioko Harbor, 13 chilometri a nord del precedente insediamento, ma anche questa base venne conquistata il 25 agosto 1943.

## Lingue
Le 10 lingue ancora parlate dagli abitanti dell'isola (più tre estinte) fanno tutte parte del gruppo delle Lingue della Nuova Georgia, sottogruppo delle Lingue meso-melanesiane (a loro volta provenienti dal ceppo delle Lingue oceaniche) appartenenti alla famiglia linguistica delle Lingue austronesiane.